# 池田攻
池田 攻（いけだ こう、不明 - 2025年1月11日）は、日本の工学者。山口大学工学部名誉教授。コンクリート・無機有機材料の研究者。理学博士（北海道大学にて取得）。

## 経歴
- 1966 北海道大学理学部地質学鉱物学卒
- 1968 同大学大学院理学研究科地質学鉱物学専攻修士課程修了
- 1968 山口大学工学部助手
- 1981 同大学工学部講師
- 1988 同大学同学部助教授
- 1998 同大学同学部教授
- 2025年1月11日 死去。叙従四位、瑞宝小綬章追贈[2]。

## 著書
- 『化学大辞典』（1989年）
- 『鉱物の科学』（1995年）
- 『固体科学入門』（1994年）[3]

## 実績
- 半透明ムライト板の作成（1992年）
- 産業廃棄物の有効利用（1994年）
- 赤泥の常温固化試験（1995年）
- アルミナ等の金属酸化物による有機塩素化合物の吸着および応用に関する研究-ガンマアルミナの結晶構造解析と表面構造のシミュレーション（2001年）
- ジオポリマ－法による赤泥の固化と材料（2002年 - 2003年）

## 研究・論文
- 「フライアッシューセッコウー石灰を原料とする蒸気養生多孔質材料の製造と強度」（日本セラミックス協会学術論文誌 97(4)、1989年）
- 「蒸気養生による緑泥石-絹雲母-セッコウー石灰系多孔質材料の製造に関する基礎的研究」（日本セラミックス協会学術論文誌 98(12)、1990年）
- 「ポルトランド石の空気中加熱により生成する方解石」（池田攻、中邑義則、島ひろ史、鉱物学雑誌 26(3) 129-134、1997年）
- 「ジオポリマーバインダーによる鉱物質粉体の常温固化と材料化」（資源と素材 114(7) 497-500、1998年）[4]

## 家族
池田家の池田輝政の末裔である。
- 父：池田千代松 - 秋田県営林局長を勤めた。
- 弟：池田寛 - 秋田県で土木会社を経営し、田中眞紀子より科学技術庁長官賞を受賞した人物（享年45）。

義理の兄弟は佐々木喜久治知事の下で秋田県庁の主要人物であった。